# Raytheon Coyote
Raytheon Coyote, známý také jako BAE Systems/Sensintel Coyote, nebo Coyote UAV je jednomotorový, bezpilotní průzkumný letoun malých rozměrů, uzpůsobený pro vypouštění z pouzder pro sonarové bóje z letounu P-3 Orion. Letoun má vyklápěcí všechny nosné a řídící plochy včetně dvoulisté vrtule. Po opuštění letounu z pouzdra (vypouští se s pomocí stlačeného vzduchu) vyklopí nosné a řídící plochy, zapne elektromotor a letí požadovaným směrem. Letoun ovládá manuálně operátor, nebo může letět automaticky po naprogramované dráze, kterou je možné určit dodatečně během letu.
Coyote využívá od roku 2014 National Oceanographic and Space Administration (NOAA) pro průzkum počasí, vybaven senzory pro sledování počasí. V současné době se hledá další uplatnění letounu ve vojenském využití, letoun je používán například v programu LOCUST (Low-Cost UAV Swarming Technology) organizovaného US Navy.

## Historie
Letoun Coyote vyvinula společnost Advanced Ceramics Research v roce 2004 na základě výběrového řízení na projekt SL-UAV (Sonochute-Launched Unmanned Aerial Vehicle) vydané kanceláří pro námořní výzkum amerického námořnictva (U.S. Navy Office of Naval Research). Advanced Ceramics Research výběrové řízení vyhrála a získala kontrakt od NAVAIR (Naval Air Systems Command) na základě kterého vyvinula bezpilotní letounek Coyote UAV. BAE Systems v roce 2009 koupila od společnosti Advanced Ceramics Research její divizi UAV, která letoun Coyote vyvinula. Později BAE Systems spoluzaložila společnost Sensintel Inc. do které převedla všechny technologie malých dronů ze společnosti Advanced Ceramics Research a která se bude nadále vývoji malých dronů věnovat.
V roce 2015 byla společnost Sensintel Inc. koupena společností Raytheon.
V březnu 2025 byl dron Coyote vypuštěn z bojového vozidla M2 Bradley, z odpalovacího zařízení obvykle služícího pro protitankové střely TOW.

## Využití
Aktuálně je letoun využíván National Oceanographic and Space Administration (NOAA) pro průzkum počasí a atmosférických jevů jako jsou například hurikány. Letoun například 15. září 2014 vlétl do hurikánu Edouard nad severním atlantským oceánem vybaven senzory pro sledování počasí. Letoun je nad oblastí zájmu vypouštěn z letounu Lockheed WP-3D Orion.

## Budoucí užití
Kromě sledování počasí, se v současnosti zvažuje budoucí využití zvláště s přihlédnutím k velmi malým rozměrům a nízké ceně (z pohledu armády).

### Program LOCUST
Od roku 2015 testuje americké námořnictvo chování roje (9 ks) malých dronů Coyote v rámci programu LOCUST (Low-Cost UAV Swarming Technology). Tento program počítá s využitím roje malých dronů pro průzkum cílové oblasti a její sledování během útoku a analýzu jeho účinnosti.

### AC-130J Ghostrider
Podobně jako v programu LOCUST je zvažováno využití letounů Coyote pro průzkum cílové oblasti pro útok letounem AC-130J Ghostrider. Letoun AC-130J Ghostrider má obvyklou operační letovou výšku cca 7500 m z důvodu ochrany před protiletadlovou obranou protivníka v cílové oblasti. Z těchto důvodů může mít letoun problém s pozorováním cílové oblasti v případě nízké oblačnosti, nebo složité identifikace cíle. Zvažuje se proto možnost, že by byl letoun vybaven vypouštěcími kontejnery s letouny Coyote a jednotlivé letouny by využíval pro průzkum a identifikaci cíle. Protože by však letoun byl využíván přímo na území protivníka, řeší se technické problémy jak zabránit aby se letoun dostal do rukou nepřítele, například automatickým samodestrukčním systémem.

## Zajímavosti
Letoun Coyote je oficiálně určen pro jedno použití, není nijak přizpůsoben pro přistávání i když by toho byl teoreticky schopen. Z těchto důvodů musí být výroba tohoto letounu velmi levná a proto jsou návrhu letounu používány pouze běžně dostupné komerční součástky. Letoun používá například běžně komerčně dostupné optické denní a infračervené snímače.

## Specifikace

### Technické údaje
- Posádka: 0
- Rozpětí: 1,75 m (5,09 stop)
- Délka: 0,91 m (3 stopy)
- Výška:
- Nosná plocha:
- Hmotnost prázdného stroje: 6,4 kg (14 liber)
- Vzletová hmotnost: 6,4 kg (14 liber)
- Pohonná jednotka: elektromotor

### Výkony
- Maximální rychlost: 140 km/h (87 mil/h)
- Cestovní rychlost: 93 km/h (58 mil/h)
- Pádová rychlost:
- Dolet: 37 km (20 nm)
- Dostup: 7 696 m (25 000 stop)
- Vytrvalost: až 90 minut
- Zátěž křídel:
- Tah/Hmotnost:

### Výzbroj
- Senzory pro sledování počasí, nebo
- Optický denní snímač Sony FCB-IX10A (v budoucnu)[1], nebo
- Infračervený snímač BAE SCC500 (v budoucnu)[1].